# Ху Цзуннань
Ху Цзуннань (англ. Hu Zongnan, кит. трад. 胡宗南, упр. 胡宗南, пиньинь Hú Zōngnán; 16 мая 1896 — 14 февраля 1962) — военный и политический деятель Китайской республики, генерал Национально-революционной Армии, а затем Армии Китайской Республики. Выпускник академии Вампу, участник Северного похода, войны центральных равнин, Второй японо-китайской войны, гражданской войны.

## Ранние годы
Родился 16 мая 1896 года в городе Нинбо провинции Чжэцзян в бедной семье. Когда Ху Цзуннаню было три года, он вместе с семьей переехал в Сяофэн (ныне уезд Аньцзи, городского округа Хучжоу провинции Чжэцзян).
В школе был одним из лучших учеников, имел отличные оценки по всем предметам. Отличался особыми успехами в изучении географии и обладал хорошей физической подготовкой. После окончания средней школы в 1915 году Ху Цзуннань был принят на работу учителем китайской литературы, истории и географии в начальную школу уезда Сяофэн.
В 1920 году проходил обучение в летней школе в Нанкине.

## Военная карьера
В июне 1924 года Ху Цзуннань поступил в первый набор в академию Вампу. Во время медицинского осмотра Ху получил отказ в приеме в академию из-за низкого роста (1.60 м), но затем все-таки был принят по особому разрешению Ляо Чжункая. На тот момент академию Вампу возглавлял Чан Кайши, Ху не только лично познакомился с ним, но и сумел стать одним из его любимых учеников.
После окончания академии Вампу Ху участвовал в Северном походе в качестве командира 2-го полка 1-й дивизии 1-й армии. Во время Северного похода проявил лидерские качества, что позволило ему быстро продвинуться до должности командира 22-й дивизии.
В 1929 и 1930 году принял участие в войне центральных равнин, выступая против милитаристов, в частности, против Фэн Юйсяна и Янь Сишаня.
В 1932 году принял участие в организации Общества голубых рубашек — секретной организации на базе Гоминьдана.
В июле 1935 года Ху возглавил оборону уезда Сунгчу провинции Сычуань, который Красная Армия в течение долгого времени безуспешно пыталась атаковать. В результате коммунисты были вынуждены идти в обход, и из-за сложных условий перехода понесли серьёзные потери.
Во время ареста Чан Кайши генералами Чжан Сюэляном и Ян Хучэном в 1936 году Ху Цзуннань находился не в Сиане, однако узнав об инциденте, он сразу поехал в город, чтобы оказать Чан Кайши поддержку.
В 1936 году взял на себя командование Первой армией, принимал участие в битве при Шанхае и Ухане в ходе японо-китайской войны. Наряду с Тан Эньбо и Сюэ Юэ, Ху стал одним из генералов Гоминьдана, которых японцы остерегались и уважали. Однако слава Ху на полях сражений с японцами была недолговечной, так как Чан Кайши назначил его командующим гоминьдановского войска численностью 400 тысяч человек, целью которого было блокирование коммунистической базы в Шэньси. Хотя Ху предпочел бы воевать с японскими захватчиками, он не мог ослушаться приказа Чан Кайши.

## Второй этап гражданской войны между Гоминьданом и КПК
В годы второй японо-китайской войны в политической системе Гоминьдана усилились позиции «группировки Вампу». Её ведущие представители совмещали военные посты с партийными и административными, сосредоточивая в своих руках всю полноту власти на огромных территориях. Ху Цзуннань являлся дальновидным военачальником, имел отличные навыки управления войсками, пользовался доверием Чан Кайши. Все это помогло Ху закрепиться на северо-западе и стать самым могущественным генералом этой территории. Современники называли Ху «князем Северо-Запада» или «Орлом Северо-Запада».
После Второй мировой войны Ху Цзуннань активно сражался с коммунистами, на ранней стадии борьбы имел некоторые успехи. Однако Ху не удалось развить наступление и добиться дальнейших значительных побед, что во многом связано с уменьшением войска, которым он командовал: из первоначального войска численностью 400 000 солдат большая часть была передана другим командованиям. В 1947 году коммунисты взяли штурмом Юньчэн, за оборону которого отвечал, в том числе, и Ху Цзуннань. Падение Юньчэна сильно осложнило для гоминьдановцев обстановку во всей южной части провинции Шаньси, так как в результате Линьфэнь оказался в изоляции.
В ходе гражданской войны КПК активно внедряла в ряды Гоминьдана своих секретных агентов. К примеру, Сюн Сянхуэй, секретарь и доверенное лицо Ху Цзуннаня, на самом деле являлся тайным шпионом КПК. Он раскрыл Чжоу Эньлаю план, составленный Ху о вторжении в Яньань. Поэтому, когда Ху Цзуннань и его войска достигли Яньани, место было заблаговременно покинуто коммунистами. Чан Кайши рассматривал взятие Яньани как блестящую победу, однако Ху, фактически, вошел в пустой город. Чжоу Эньлай однажды отметил: «Председатель Мао знал о военных приказах, отдаваемых Чан Кайши, прежде чем они попадали в командование его армии».
В начале 1949 года, учитывая фактический развал линии фронта, Чан Кайши обязал гоминьдановских генералов «взять командование войсками в свои руки и оборонять территории своих провинций», Ху оборонял провинцию Шэньси. В мае-июне 1949 года войска Ху Цзуннаня потерпели сокрушительное поражение, потеряв центральную часть провинции Шэньси, в том числе и Сиань — город заняли коммунисты во главе с Пэн Дэхуаем. Войска Ху Цзуннаня отступали до горного хребта Циньлин, теряя все больше территорий и людей. 14 июля гоминьдановцы сдали Баоцзи, Ху Цзуннань сначала укрылся в Ханьчжуне, однако спустя некоторое время ему все-таки пришлось покинуть северо-западный регион. В августе 1949 года он отправился в Чунцин на встречу с Чан Кайши, в ходе которой Ху высказал предложение оставить юго-запад и отступить на территории Бирмы, на что Чан Кайши выразил решительный отказ. После провозглашения Китайской Народной республики 1 октября 1949 года гоминьдановские войска все сильнее оттеснялись на юг. 16 декабря Ху вылетел из Чэнду на Хайнань, где пробыл около двух недель, после чего отправился в Сичан, провинция Сычуань. Ху планировал исправить положение гоминьдановских войск и вернуть потерянные территории, однако вскоре стало понятно, что это невозможно. В марте 1950 года коммунисты подошли к аэропорту Сичана, и Ху Цзуннань вылетел на Тайвань.

## Тайваньский период
На Тайване Ху Цзуннань продолжал заниматься военной деятельностью: он командовал обороной острова Дачэнь во время первого кризиса в Тайваньском проливе. В 1955 году ушел в отставку из армии, после чего Ху Цзуннань занимал пост советника президента по военно-стратегическим вопросам вплоть до своей смерти в 1962 году.
Вспоминая период гражданской войны, в свои последние годы Ху сказал: «Если Чжоу Эньлай был моим политическим заклятым врагом, то Пэн Дэхуай был моим военным заклятым врагом».
В 1961 году у Ху Цзуннаня обнаружили повышенный уровень сахара в крови. 6 февраля 1962 года состояние Ху резко ухудшилось, на следующий день его навестил Цзян Цзинго. 10 февраля и сам Чан Кайши пришел попрощаться с умирающим Ху Цзуннанем. 14 февраля 1962 года Ху Цзуннань скончался от сердечного приступа. Чан Кайши лично присутствовал на похоронах и даже выступил с памятной речью.

## Семья
В 1947 году женился на Е Сяди (叶霞翟). В этом браке у супругов родились 2 сына и 2 дочери.